# خانه بی‌پرنده
خانه بی‌پرنده یک مجموعه تلویزیونی محصول سال ۱۳۸۸–۱۳۸۹ به کارگردانی کاظم معصومی، نویسندگی شعله شریعتی و تهیه‌کنندگی امیرحسین شریفی می‌باشد که از شبکه تهران پخش شد. این مجموعه در ٣٨ قسمت ۴۵ دقیقه‌ای تهیه شد.
داستان این سریال از گم شدن یک دختر ۳ ساله در زمان جنگ ایران و عراق شروع می‌شود و پس از سی سال پیدا شدن این دختر خانواده عباس مودت (سعیدنیک پور) دچار دگرگونی می‌شود…

## بازیگران
- سعید نیک‌پور... حاج عباس مودت
- آهو خردمند... مرضیه
- محمد حاتمی... سعید
- سامیه لک... زیبا کاویانی
- شهروز ابراهیمی... مهرداد
- کاظم افرندنیا... سهراب
- فریدون محرابی... پژمان
- اسماعیل خلج... حاج آقا داوودیان
- روناک یونسی... ملیحه
- سوگل طهماسبی... خاطره
- صدرالدین حجازی... جلال
- اکبر قدمی... پدر نوشین
- محمد ابهری... دایی زیبا
- کسری ذوالفقاری... فرزاد
- مالک سراج... پدر فرزاد
- پیام اسکندری... کیوان
- حمیدرضا مرادی... کامران
- ابوذر فرهادی... ماندو
- افسانه ناصری... مادر مهرداد
- سارا نازپرورصوفیانی... مهراوه
- مهدی وثوق... شاگرد حاج عباس
- مینا نوروزی... ریحانه
- کامران فیوضات... مدیر عروسک سازی
- ساقی زینتی... گلنار، مادر فرزاد
- لاچین دربندی... نوشین
- میثاق جمشیدی... حامد
- شایلین قاسمی... پریا
- ثریا حلی... دکتر روانشناس
- هما خاکپاش ... مشتری فرش

با هنرمندی :
- جعفر دهقان... کمال